# Campeonato Sudamericano de Voleibol Masculino Sub-21 de 2022
El XXV Campeonato Sudamericano de Voleibol Masculino Sub-21 de 2022 fue un torneo de selecciones sudamericanas de jugadores de hasta 21 años que llevó a cabo en Tacna (Perú), del 14 al 18 de septiembre de 2022. El torneo fue organizado por la Confederación Sudamericana de Voleibol junto a la Federación Peruana de Voleibol y personal de la ciudad de Tacna, y otorgó dos cupos para el Campeonato Mundial de Voleibol Masculino Sub-21 de 2023.

## País anfitrión y ciudad sede
En marzo de 2022 la ciudad de Tacna fue elegida por la Federación Peruana de Voleibol como futura sede del campeonato, decisión que luego fue ratificada en abril por el 75° congreso de la CSV.

### Formato de competición
Si bien estaba anunciada la participación del seleccionado de Colombia, este canceló su participación días antes del comienzo del torneo.  Los cinco equipos participantes se enfrentaron en un único grupo mediante el sistema de todos contra todos. Los dos primeros lograron la clasificación al Campeonato Mundial de Voleibol Masculino Sub-21 a disputarse en 2023.

## Equipos participantes
El torneo contó con la participación de 5 selecciones:
- Argentina
- Bolivia
- Brasil
- Chile
- Perú

## Grupo único
– Clasificados al Campeonato Mundial de Voleibol Masculino Sub-21 2023.

## Resultados
Todos los horarios corresponden al huso horario local UTC -05:00.

## Distinciones individuales
Al culminar la competición la organización del torneo entregó los siguientes premios individuales:
- Jugador más valioso (MVP)

 Arthur Bento
- Mejores receptores

 Arthur Bento
 Lionel Despaigne
- Mejores centrales

 Maicon Dos Santos
 Imanos Salazar
- Mejor opuesto

 Germán Gomez
- Mejor armador

 Gustavo Cardoso
- Mejor líbero

 Baioco Cipriano